# Słupice (województwo opolskie)
Słupice (niem. Schlaupitz, 1936–1945 Schlaubental)– wieś w Polsce, położona w województwie opolskim, w powiecie nyskim, w gminie Pakosławice.
W latach 1975–1998 wieś położona była w województwie opolskim.

## Nazwa
W księdze łacińskiej Liber fundationis episcopatus Vratislaviensis (pol. Księga uposażeń biskupstwa wrocławskiego) spisanej za czasów biskupa Henryka z Wierzbna w latach 1295–1305 miejscowość wymieniona jest w zlatynizowanej formie Slupiste w szeregu wsi lokowanych na prawie polskim iure polonico.

## Integralne części wsi
| SIMC    | Nazwa | Rodzaj     |
| ------- | ----- | ---------- |
| 0501529 | Spiny | przysiółek |